# トニー滝谷
「トニー滝谷」（トニーたきたに）は、村上春樹の短編小説。2005年、市川準監督により映画化された。

## 概要
| 初出     | 『文藝春秋』1990年6月号 【ショート・バージョン】                             |
| 初出     | 『村上春樹全作品1979～1989』第8巻（講談社、1991年7月）【ロング・バージョン】 |
| 収録書籍 | 『レキシントンの幽霊』（文藝春秋、1996年11月）                               |

短編集『レキシントンの幽霊』にはロング・バージョンが収録された。
村上は米国の文芸誌『Zoetrope: All-Story』2006年夏号に、「On the Adaptation of Tony Takitani」というエッセイを執筆。本短編を書くことになったきっかけについて書き記している。なお同エッセイは現在『村上春樹 雑文集』（新潮社、2011年1月）に収録されており、日本語でも読むことができる（タイトルは「TONY TAKITANIのためのコメント」）。
なお、名前のモデルとなったのは実在のハワイの弁護士トニー・タキタニであり、村上がハワイでその名前が書かれた選挙PRのTシャツを見つけたことが命名のきっかけとなった。なお、タキタニの叔父は、マカダミアナッツチョコレートを発明した滝谷守である。

### 英訳
| タイトル | Tony Takitani                                               |
| 翻訳     | ジェイ・ルービン                                            |
| 初出     | 『ザ・ニューヨーカー』2002年4月15日号                       |
| 収録書籍 | 『Blind Willow, Sleeping Woman』（クノップフ社、2006年7月） |

## あらすじ
トニー滝谷というのは主人公の本名だが、トニーの両親はれっきとした日本人だった。トニーの父・滝谷省三郎はジャズトロンボーン奏者としてある程度の成功を収めた人物だった。孤独を抱えて成長したトニーは、イラストレーターとして才能を発揮し、その道で成功を収める。やがて、着こなしの美しい娘に恋をし結婚するが、妻の度を越した衣服に対する執着は彼女を死に追いやってしまう。トニーは亡き妻の大量の衣服を着てくれる女性を雇おうとするが、やがて部屋いっぱいの衣服は妻の存在の影に過ぎないことを感じ、女性に断りの電話を入れて妻の衣服をすべて売り払う。父の死後、彼はその遺品である膨大なレコード・コレクションを売り払い、本当に独りぼっちになった。

## 映画
2005年に市川準監督により、イッセー尾形主演で映画化された。第57回ロカルノ国際映画祭（スイス）コンペ部門審査員特別賞などを受賞。サンダンス映画祭ノミネート。

### 概要
監督の市川準はもともと原作者の村上春樹の小説のファンで、念願の村上作品の映画化だった。他に村上の『午後の最後の芝生』『蜂蜜パイ』なども映画化の候補として考えていたという。また主演のイッセー尾形も村上のファンだった。
予算が少なくてスタジオの中にセットが組めず、横浜の広大な空き地にセットを組み立てて撮影された。セットは台の上に立てるだけで天井もなく、ガラス窓もない素抜けだったため、スタッフは騒音や風などに苦労したが、市川は「風が通り抜ける映画にしよう」と言ったという。
原作ではトニー滝谷の妻とアルバイトに雇おうとした女性の名前は記されていないが、映画ではそれぞれA子（小沼英子）・B子（斉藤久子）という名前がつけられている。また原作では直接的には登場しない、妻が結婚前に付き合っていた男が、映画では妻の死後に登場する。また原作は妻と父を失ったトニーが自らの孤独を実感するシーンで終わるが、映画ではその後に原作にないエピローグを追加している。
市川は本作が上映された年に知人のオフィスの忘年会でイラストレーターの安西水丸に会い、酒に酔っていたせいもあって、村上が何か本作について言っていなかったかしきりに聞いた。根負けした安西が「面白いと言っていた」と言うと、とても喜んでいたという。
メイキング・ドキュメンタリー『晴れた家』（監督：村松正浩、68分）も併せて製作されており、2005年2月5日に劇場公開された。本作のDVDのプレミアム・エディションに収録されている。

### キャスト
- トニー滝谷 / 滝谷省三郎 - イッセー尾形（二役）
- A子（小沼英子） / B子（斉藤久子） - 宮沢りえ（二役）
- トニー少年 - 篠原孝文
- 絵画教室の先生 - 四方堂亘
- B子の母 - 水木薫
- 男（A子の元恋人） - 草野徹
- 女子学生 - 小山田サユリ
- アルバイトの青年 - 山本浩司
- アパートの管理人 - 木野花
- 家政婦 - 谷田川さほ
- レストランのバイト1 - 塩谷恵子
- レストランのバイト2 - 猫田直
- B子の妹（四女） - 藤真美穂
- B子の妹（五女） - 山崎彩央
- スーパーの客 - 塩山みさこ
- 語り - 西島秀俊

### スタッフ
- 監督・脚本：市川準
- 原作：村上春樹『トニー滝谷』（文藝春秋刊『レキシントンの幽霊』所収）より
- 撮影：広川泰士
- 美術：市田喜一
- 音楽：坂本龍一
- 照明：中須岳士
- 録音：橋本泰夫
- 編集：三條知生
- 製作：米澤桂子、橋本直樹
- エグゼクティブプロデューサー：米澤桂子
- プロデューサー：石田基紀
- アシスタント・プロデューサー：越川道夫
- 企画：市川準事務所
- 制作プロダクション：ウィルコ
- 配給：東京テアトル
- 配給協力：スローラーナー

### 受賞
- 第57回ロカルノ国際映画祭審査員特別賞・国際批評家連盟賞・ヤング審査員賞[8][9]
- ラス・パルマス国際映画祭審査員特別賞
- 第20回高崎映画祭グランプリ